# Кофиньо, Ана
Ана Мария Кофиньо Кепфер (исп. Ana María Cofiño Kepfer; род. 1955) — гватемальская исследовательница, антрополог и историк. Основательница книжного магазина El Pensativo, учредительница и соредактор феминистского журнала La Cuerda. Видная активистка, выступающая за права женщин, гендерное равенство и защиту коренных общин от экспроприаций со стороны государства и иностранных компаний.

## Биография
Ана Кофиньо родилась в консервативной и антикоммунистически настроенной гватемальской семье. Она училась в католической школе для обеспеченных девочек. В это время она участвовала в движении под названием CRATER, состоящем из молодых людей, которые участвовали в социальных программах в рамках движения обновления церкви. Спустя годы она объяснила, что ее разрыв с католической церковью был длительным процессом.
Она начала учёбу в Университете Сан-Карлос-де-Гватемала, а позже переехала в Мексику, чтобы продолжить её в Национальной школе антропологии и истории, где проводила критические исследования истории и современного состояния Гватемалы. Она познакомилась с изгнанниками из Гватемалы, среди которых были такие авторы, как Карлос Ильескас и феминистка Алаиде Фоппа. После получения степени она отправилась в Сан-Кристобаль-де-лас-Касас в штате Чьяпас, чтобы подготовить диссертацию о регионе майя. Это путешествие, по её собственным словам, изменило её жизнь, объясняет она. Там она основала книжный магазин Soluna.
В 1987 году она вернулась в Гватемалу с ожиданием, что правительство Винисио Сересо, в котором работало больше женщин, чем ранее, приведёт к трансформации страны. Она открыла в Антигуа-Гуатемала книжный магазин Librería del Pensativo и издательство при нём, публикующее произведения гватемальских и других центральноамериканских авторов.
Кофиньо получила в Университете Сан-Карлос степень антрополога за работу по изучению настроений женщин из народа какчикель при эксгумации Сан-Хуан-Комалапы.
В 1998 году она при поддержке женской ассоциации основала ежемесячное издание La Cuerda, соредактором которого стала.
В 2012 году она вместе с 17 другими авторами из La Cuerda опубликовала книгу «Мы, из истории. Женщины Гватемалы (XIX—XXI века)» Nosotras, las de la Historia. Mujeres en Guatemala (siglos XIX—XXI), рассказывающую историю гватемальских женщин с женской точки зрения.

## Публикации
- 2008 — Emma Chirix conversa con Ana Cofiño. Colección Pensamiento.
- 2012 — Nosotras, las de la Historia. Mujeres en Guatemala (siglos XIX—XXI). Под редакцией Аны Кофиньо и Розалинды Эрнандес Аларкон (Ana Cofiño, Rosalinda Hernández Alarcón).